# Deutsche Dreiband-Meisterschaft 1931
Die Deutsche Dreiband-Meisterschaft 1931 (DDM) war die dritte Ausgabe dieser Turnierserie und fand vom 27. bis 29. März in Köln, Nordrhein-Westfalen statt.

## Geschichte
Da zu dieser Zeit das Dreibandspiel vor allem im Bergischen und Umgebung gespielt wurde, entschied der DABB, die diesjährige Meisterschaft auch dort stattfinden zu lassen. Er schrieb hierzu diverse Klubs an mit der Bitte um Ausrichtung der DDM. Aber schon im Vorfeld der Ausschreibung kam es zu Reibereien infolge des Auflebens von altem Hader zwischen den bergischen Klubs. Eine Gruppe der Endrunden musste infolgedessen in letzter Minute vom „Kölner Billard Klub“ übernommen werden, um nicht die Arbeit und Resultate der Vorrunden zunichtezumachen. Der damalige Verbandspräsident Robert Court entsandte einige Botschafter zu den Klubs, um zu schlichten. Dies zeigte jedoch wenig Erfolg und so entschloss er sich kurzerhand, die Meisterschaft im heimischen Klub auszutragen. Er hatte dies jedoch nicht mit dem Klubpräsidenten, Herrn Sponek, abgesprochen, sondern eher verfügt. Bekanntgemacht hatte er dies in der am 22. März erschienenen Billard-Zeitung des Deutschen Amateur-Billard-Bundes (DABB), dessen Chefredakteur er auch war. Als er einige Tage später Sponek, der zu diesem Zeitpunkt noch nicht im Besitz eines Exemplars war, begegnete, fragte er diesen mahnend: „Sie haben doch die B-Z gelesen? Da stehen wichtige Sachen für Sie drin. Sie wissen ja, dass diese Woche die Dreibandmeisterschaft bei uns ausgetragen wird. Haben Sie alle Vorkehrungen getroffen?“ Erschreckt über die Tatsache, innerhalb von zwei, drei Tagen ein Meisterschaftsturnier auf die Beine zu stellen, machte sich Sponek sofort an die Arbeit. Insgesamt 81 Schiedsrichter, Anschreiber und Helfer machten das Unmögliche möglich und so konnte zwei Tage später das Turnier stattfinden.
Titelverteidiger war Otto Unshelm, Dritter der Dreiband-Weltmeisterschaft 1928, der erneut unter die besten Zwei kam, sich aber Georg Berrisch geschlagen geben musste.

## Modus
Es spielte „Jeder gegen Jeden“ (Round Robin) auf 50 Punkte.

## Abschlusstabelle
| MP    | Match Points (Sieger = 2; Unentschieden = 1; Verlierer = 0) |
| Pkte. | Erzielte Karambolagen                                       |
| Aufn. | Benötigte Versuche                                          |
| GD    | Generaldurchschnitt                                         |
| BED   | Bester Einzeldurchschnitt eines Spielers                    |
| HS    | Höchstserie                                                 |
|       | Bester GD des Turniers                                      |
|       | Bester ED des Turniers                                      |
|       | Beste HS des Turniers                                       |
|       | 1. Platz (Gold)                                             |
|       | 2. Platz (Silber)                                           |
|       | 3. Platz (Bronze)                                           |

| 1                          | Georg Berrisch (Düsseldorf) | 10:0 | 250 | 507 | 0,493 | 0,625 | 5 |
| 2                          | Otto Unshelm (Remscheid)    | 8:2  | 247 | 496 | 0,497 | 0,595 | 5 |
| 3                          | Georg Drescher (Mainz)      | 4:6  | 208 | 582 | 0,357 | 0,462 | 4 |
| 4                          | ? Siepmann (Essen)          | 4:6  | 191 | 632 | 0,302 | 0,434 | 6 |
| 5                          | Franz Müller (Solingen)     | 4:6  | 203 | 684 | 0,296 | 0,354 | 5 |
| 6                          | ? Trietsch (Düsseldorf)     | 0:10 | 201 | 568 | 0,353 | –     | 5 |
| Turnierdurchschnitt: 0,374 |                             |      |     |     |       |       |   |